# ジュニアスポーツ車

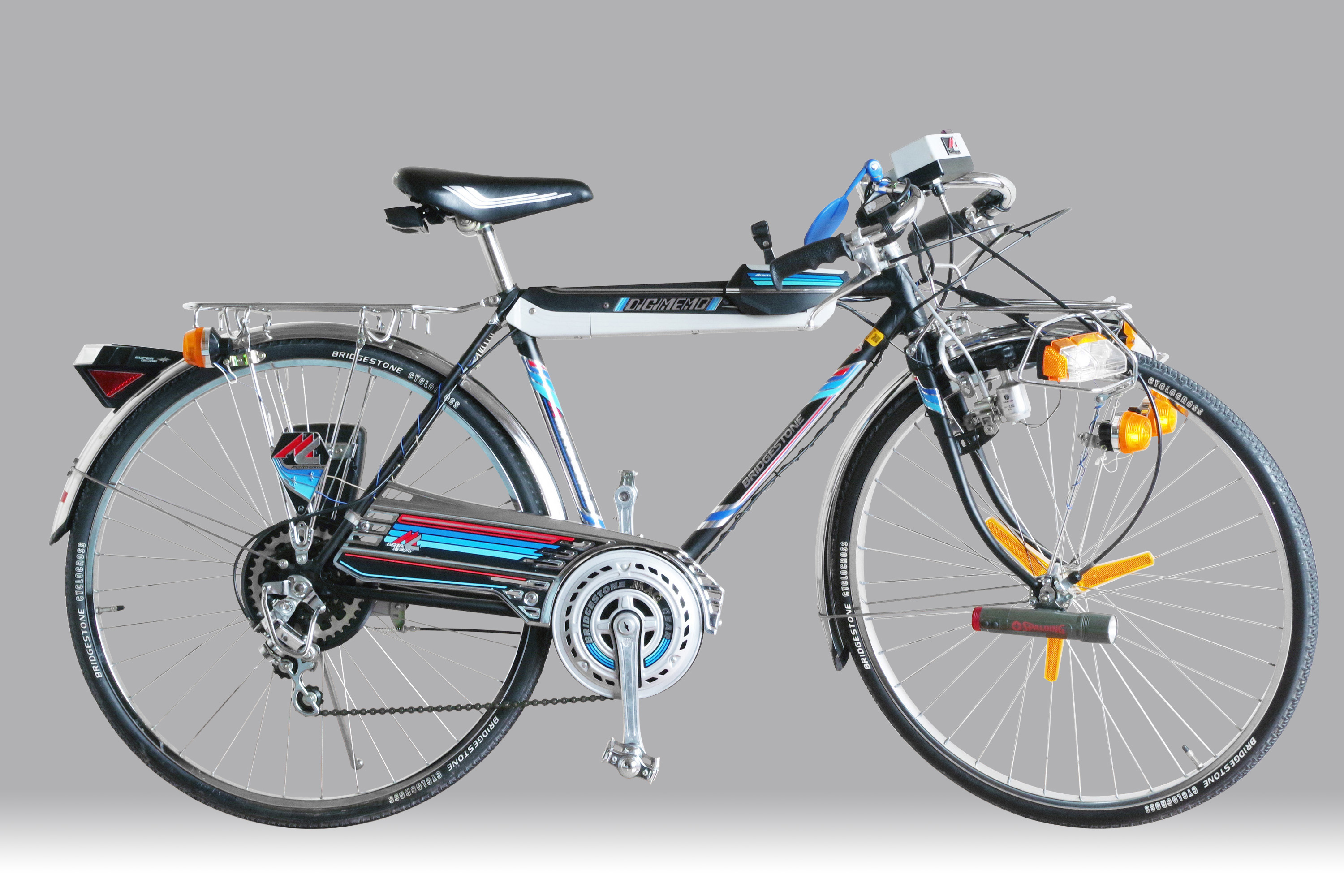
「モンテカルロ コンポデジメモ」(1981)

ジュニアスポーツ車（ジュニアスポーツしゃ）は、少年用スポーツ車、少年用スポーツサイクルなどとも呼ばれる、1970年代から80年代に日本で流行した自転車の一形態である。おもに小学校高学年から中学生の男の子を対象として販売された。トップチューブに装着されている自動車のセレクター（シフトノブ）を模したシフターと、2灯ヘッドライトがほぼ共通した特徴である。当時はより簡素なシングルギアの少年用自転車に対して、外装変速機を用いたより本格的な自転車という意味合いから、サイクリング自転車、サイクリング車、と呼ばれることも多かった。
ジュニアスポーツ車のうち、特に1970年代前半までに製造・販売され、後部に流れる方向指示器（フラッシャー）などの灯火部品を装備したものはフラッシャー自転車とも呼ばれる。これに対して、1970年代後半のスーパーカーブーム以降に製造・販売され、スポーツカーのデザインに影響を受けたものは、スーパーカー自転車と呼ばれることがある
。
ただし、これらの名称は販売されていた当時に一般的に用いられていたモノではない。

## 歴史

### 誕生
ジュニアスポーツ車は1960年代後半に従来のサイクリング車をもとにして少年用に開発された。

最初に流れるフラッシャーを装備したのは、1968年に日米富士自転車より発売された「富士フラッシャーテン」である。これは、日本車へのシーケンシャルフラッシャーの導入（1970年6月、日産ローレル・ハードトップシリーズ）より早い。

また同時期に、新家工業（ツバメ自転車）、丸石サイクル、ナショナル自転車、セキネなどもジュニアスポーツ車を発売している。

### フラッシャー自転車の時代
ジュニアスポーツ車に搭載されるフラッシャーは、1972〜74年ごろにかけて次々と大型化、高機能化されていった。この時期の代表的な商品としては、アストロG（ブリヂストンサイクル）、エレクトロボーイ（ナショナル自転車）、ハイマディスクZ（同）、エスパトロン5（富士）、エレクトロGTやスカイランサー（ツノダ）などがある。なかでも、セキネVX GTO（セキネ）はジュニアスポーツ車の最高傑作とも言われている。少年マガジンなどの雑誌広告や記事など宣伝も効してヒットした結果1970年代には大小20社あまりが製品開発を競い合っていた。
しかし、過度の電飾機能への電力供給問題から市販の乾電池（単1電池×6〜8本）を搭載した結果、最終的には自転車の重量が20㎏オーバーとなった車種まで出現し、本来のスポーツサイクルとしての方向性は失われ、フラッシャー自転車というジャンルへと変質して行った。さらに、1974年の第一次オイルショックで高価格が問題視されたことで各社が自主規制を行ったこともあり、コスト高・高価格化・子ども達の車に対する憧れの減衰などの影響を受け、フラッシャーブームは収束した。

### 転換期
フラッシャーブームが終焉した1974年頃は、オイルショックによる不況もありジュニアスポーツ車にとっても苦境の時代であった。

しかし、この時期に、その後のジュニアスポーツ車の隆盛に欠かせない変速システムとして「ポジトロンシステム」（1974年）、PPS（POSITIVE PRE SELECT） システム（1976年）、FF（フロントフリー）システム（1975年）などがそれぞれ開発された（後述）。

### スーパーカー自転車の時代
1975年から、漫画「サーキットの狼」の流行などを受けて、子ども達の間でスーパーカーブームが巻き起こる。このブームは自転車にも波及し、1977年ごろから、各社がスポーツカーのデザインや機能を取り入れたジュニアスポーツ車を発売した。

この時期の代表的な商品としては、モンテカルロ（ブリヂストンサイクル）、ヤングホリデー（丸石サイクル）、サリー（ミヤタ）、スターレイカー（同）、スカイランサー（ツノダ）、コンコルド（富士サイクル）などがあげられる。

1984年にはブリヂストンサイクルが、イタリアの著名な工業デザイナー、ジウジアーロのデザインによる「モンテカルロ・ジュージアーロ」を発売するなど、1980年代前半までは各社による旺盛な開発競争が続けられ、ほぼ毎年モデルチェンジが行われた。

### 衰退と終焉
こうして、紆余曲折はあったものの隆盛を極めたジュニアスポーツ車であったが、過剰な装備によってコストと重量が増加し、スポーツサイクルとしての魅力は失われてゆく。

加えて、スーパーカーブームの終焉、シンプルで実用性の高いシティサイクルやブリヂストン・ロードマンなどのヒット、1982年に公開された映画『E.T.』の影響からマウンテンバイク（BMXタイプを含む）が少年向けとして売れるようになったこと、それらの結果スポーツサイクルとしての性能に懐疑的な声が高まってきたことなどの諸要因から、1980年代後半に入ると人気が低下した。さらに、それまでの人気を支えてきた世代が自動車免許を取得できる年代となり自転車から離れたこと、自転車使用を続けた者や新規顧客がコスト面や性能の悪化を嫌ってシティサイクルなどの別車種を選択し売上が低下したこと、1988年にジュニアスポーツ車最大の肝であったシマノ・ＰＰＳの生産が終了したことも、ジュニアスポーツ車の開発・生産にとっては打撃となった。
最終的に、1990年代になると自転車各社はジュニアスポーツ車ビジネスから撤退した。
現代では、廃業した自転車店などから発見された未使用車が当時の販売価格をはるかに超える価格で取引されたり、展示が人気を集めるなど、コレクターアイテムとなっている。

## 特徴
当時の小中学生の憧れは自動車やバイクであった。その憧れに対するオマージュを自転車の各部機構に取り込むことによって、ジュニアスポーツ車の人気に拍車がかかったといえる。全時代を通じて共通の要素としては、フレームのトップチューブ部に置かれたAT車のセレクターを模したシフターなどがあげられる。最初に流行したフラッシャー自転車は、自動車のフローフラッシャーを自転車に搭載したものである。次に流行したスーパーカー自転車の中には、リトラクタブルライト等の灯火機能や、自動車のマニュアルシフトレバーを模したHバターンのシフトレバーなどを搭載したものもあった。

### フレーム
ジュニアスポーツ車のフレームは、ロードバイク等で採用されているダイヤモンドフレームを採用し、トップチューブ部にトップチューブシフターが設置されているのが最大の特徴。

フレームの色は黒が基本であり、車種によっては黒以外の色も用意されていたが、黒が人気だった。

なお、名前にジュニア(年少者)とあるが、ダイヤモンドフレーム故にスカート着用時には乗る際に不都合があることもあり、販売ターゲットとしては女子は含まれていなかった。

### 電装品

#### フラッシャー自転車の灯火部品
フラッシャー自転車後部のフラッシャーは、当初の3灯から5〜8灯へと灯数を競うように増加されていき、さらにその下にテールランプやストップランプが装備された大型のフラッシャーも開発された。
フラッシャーの駆動は、当初は機械式モーターなどが用いられていたが、振動に弱い問題もありのちにはIC（集積回路）が採用された。

前照灯は２灯式が主流だったが、その上または下に左右１灯ずつのウインカーが付けられ、後部のフラッシャーと連動するようになっているものも多かった。なお、これらのギミック作動のための電力問題やコスト過多がフラッシャー自転車の衰退の原因となった部分もある。

#### スーパーカー自転車の灯火部品[9]
1974年を境にフラッシャーを搭載した車種が発売されなくなると、乾電池を使用した灯火部品はいったん下火となり、ダイナモ駆動の2灯の前照灯が標準となった。1977年よりブリヂストンサイクルが販売を開始したモンテカルロシリーズも、当初は乾電池を搭載していなかった。

1977年12月にはスーパーカーブームを受けて、ミヤタよりはじめて格納式の前照灯「スーパーカーライト」を装備した自転車（サリージャストチェンジャー）が発売された。これは、バネ仕掛けで左右方向にライトが飛び出す仕組みであった。その後、ツノダは下方向に開く「スーパーライト」を開発するなど追随したが、最終的には各社とも自動車と同様上に開くデザインが主流となった。さらに開閉を電動化した前照灯ユニットが開発されるなど、開発競争が激化する。

ブリヂストン4灯式手動リトラクタブルライト (1981年式)

ナショナル自転車からはポルシェ・928のライトのデザインを取り入れて電動で起き上がる「ビームアップ」、ミヤタからは上に前照灯、下にフォグランプが開く電動式の「デュアルスーパーカーライト」、ブリヂストンサイクルからは左右にHIGHとLOWの電球を2灯ずつ計4灯組み込んで3段階の照度調節を可能にした「4灯式電動（または手動）リトライト」などが開発された。しかし、スーパーカーブームの収束などもあり、格納式の前照灯は1983年頃にはほとんど搭載されなくなった。
その後もフロントライト多灯化の流れは続き、上位車種では、ウインカーなどを含め5〜10灯以上の電球やLEDを組み込んだフロントライトユニットが搭載されることも珍しくなかった。ナショナル自転車ではライトを軸にして設計を始めるという手法をとるなど、ジュニアスポーツ車では重要なフロントライトは安全装置というだけではなく、自動車のフロントマスクに相当する重要なパーツであった。
スーパーカー自転車のテールライトは、フラッシャー自転車ほど巨大なものではなくなったが、当時一般的となりつつあったLEDライトを複数搭載したものや、ストップランプ機能を有したものも使われていた。
これら以外にも、デジタル表示のスピードメータやシフト表示等、非実用的な電装が開発され、上位車種に搭載された。ナショナル自転車では電機メーカーとしての技術を活かし、LEDライトや液晶表示パネルなどを使用している。

#### 電源
多数の電装品を装備した車種では、必要な電力はダイナモによる供給では追いつかず、乾電池を必要と搭載した。

フラッシャー自転車では、前照灯はダイナモからの給電を受けたが、それ以外の灯火部品は、後部のフラッシャーユニット内に格納された乾電池（単1電池×6〜8本）から給電された。しかし、当時は光源として白熱球（豆電球）が使用され、電池寿命は短かった。

スーパーカー自転車では、外付けの電池ボックスやシフター内部、あるいはトップチューブと一体化された電池ボックスなどに格納され、イルミネーションやデジタル表示、ブザー、前照灯（LOWライト）などの電源として使用された。ただし、電力絡みの問題（乾電池搭載やダイナモ常時使用による自転車自体の性能低下）はフラッシャー自転車の時と変わらず残っており、この部分の問題がスーパーカー自転車衰退の要因となった部分もある。

### ハンドル
ジュニアスポーツ車の特徴とも言えるのがセミドロップハンドルと呼ばれるハンドルバーである。

当時のカタログには「セミドロップアップ共用ノースロード型」、あるいは「ラウターワッサー」などと記載されていることもある。
上下逆向き（アップ）に組むことも想定されており、当時の販促写真にも低サイズ車はアップハンドルの写真が掲載されている例が多い。
他の機能と違い初期から変更なく終焉を迎えたが、ジュニアスポーツ車以外での採用例がまれという部分もあり、今ではこのタイプのハンドルバーは希少種となっている。

### ブレーキ
ブレーキは、電飾と違い安全装置という実用性があるために保護者受けが期待できたことと、メカニカルな要素が子供受けしたこともあり、メーカーは開発競争に力を入れることとなった。

一般的な自転車のブレーキはコスト面でまさるキャリパーブレーキやバンドブレーキであったが、ジュニアスポーツ車の上位車種にはディスクブレーキやサーボブレーキを搭載したものもあった。

ディスクブレーキの導入は、フラッシャー自転車の時代である1971年にシマノにより実現した。ナショナル自転車ではシマノと共同開発した油圧ディスクブレーキを搭載した。ブリヂストンは、サーボブレーキの一種「ダイネックスブレーキ」を独自開発して、1977年ごろから多くの車種に搭載した。

### メーター類

#### スピードメーター
スピードメーターは一部の車種では標準装備であったが、後付けも可能であった。構造は、当初はメカニカルな機構によるものが主流であり、前輪のハブから、内部でワイヤーが回転するスピードメーターワイヤーをメーターまで引き込んでいた（自動二輪車や四輪車のそれと同じ）。1980年代になると、マグネットセンサーを用いた非接触式のものも使われるようになった。

ナショナル自転車から1982年に発売されたFFセンサーの一部には、カラー液晶表示の速度計がハンドルレバー上に搭載された。

#### インパネ
スーパーカー自転車の中には、バイクや自動車のインパネを模した装備が搭載された車種もある。

例えば、富士サイクルから発売された「コンコルド」のなかには、３つのメーター（傾斜計・風速計・速度計）を組み込んだインパネを搭載した車種や、インパネ（速度計・シフト表示）と前照灯が組み込まれたバイクの風防のような装備を搭載した車種がある。

また1981年に発売されたブリヂストン・モンテカルロ「コンポデジメモ」にでは、インパネ風のパネルボックス（ギア段数のデジタル表示、スピードメーター、各種スイッチを一体化）がハンドルレバー上に搭載されている。

### タイヤ
他のアイテム同様、自動車へのオマージュはタイヤにも取り入れられ、ラジアルタイヤの開発、投入も行われた。ラジアル構造の採用だけではなく、タイヤ側面にホワイトレターの装飾が施されたり、タイヤのトレッドパターンも当時の自動車用のそれと似たものが採用された。

### 変速システム
シフターはトップチューブ上に取り付けられ、自動車のフロアシフトを模したものであった。様々なポジション表示方法があり、単にレバー横に目盛りがあるもの、別途機械式のインジケーターが付くもの、電子式でLEDで表示されるものなどがあった。シフトチェンジすると電子音が鳴るもの、トップギアだけ離れた場所に表示されるものなどがあった。

#### インデックスシステム
1970年代に入りシフトレバーを一段動かせばギアが一段変わるインデックス式が実用化された。シマノでは1974年に世界初となる外装変速機の位置決め機構「ポジトロンシステム」を実用化した。さらに1976年には「自転車が停止した状態で、あらかじめレバーを選択したいギアのところに入れておけば、発進時の踏み出しの際に自動的にギアが変速する」というPPS（POSITIVE PRE SELECT）システムの実用化にも成功し、これを自動車のセレクターを模したデザインでジュニアスポーツ車に搭載して大きな人気を得た。

一方ブリヂストンサイクルでは、独自の位置決め機構と事前ギア選択機能（シマノのPPSに相当）を有するディレイラーとして、1977年に「シンクロメモリー」を、続いて1979年に「シンクロメモリーMAX」を開発し、同社のジュニアスポーツ車に搭載した。

シマノが開発した PPS システムは、1988年には生産中止となったが、これもジュニアスポーツ車には打撃となった。

しかしこれらの技術は、後の「シマノインデックスシステム (SIS)」、そして現在ロードバイクで一般的なデュアルコントロールレバーなどへと発展していった。

#### 電動変速機
1971年には、世界初の自転車用電動変速機「エレコン」を搭載したYTエレコン（YT-5E）が丸石自転車から発売された。これは、トップチューブ上のシフターに電機駆動部を組み込んだものであり、電池が切れても手動でシフト動作が可能であった。

1977年には、同じく丸石自転車からパーフェクトチェンジと呼ばれる電動変速機が開発された。この駆動部はトップチューブ上にはなく、リアキャリアに取り付けられていたため、電池が切れたり駆動部が壊れてしまうと、シフト動作は不可能となった。1979年には、パーフェクトチェンジの機構により自動車のMTのようなH型シフトパターンでの変速を実現した車種「ヤングホリデー・PCスーパー5FFP」が丸石自転車から発売された。

こうした電動変速機は大幅に改良され、現在のロード、マウンテン共にプロスポーツ用自転車やハイエンドモデルで採用されているDi2等の電動変速システムに発展していったと言える。

#### フロントフリー（FF）システム
シマノが開発した『FF System』が搭載された自転車であれば、ペダリングしていなくても自転車が進んでいれば外装変速機であっても変速可能であった。

仕組みは、フリー機構がボトムブラケット側に入っており（Front Free）、自転車が進んでいればペダリングに関係なくチェーンが回転するので、変速できるという機構である。また、変速レバーを入れた後にクランクを逆回転させてもチェーンは外れない利点もある。

#### ギアレシオ
ジュニアスポーツ車ではフロントのチェーンリングは多くの場合シングルが採用され、また比較的重い車重をカバーするために、リアスプロケットのボスフリーには非常にワイドレシオのものが採用されることが多かった。

その結果として、通常5〜6速であるが巨大なロー側のギアが装着され、また、大きな変速幅を吸収する長いアームを持ったディレーラーが搭載されているという特徴を持つ。例えば1980〜81年のブリヂストンモンテカルロには、ワイドなギア比を謳う「スーパーギア」が搭載されており、チェーンリングは46T、リアスプロケットは14T×17T×22T×28T×38Tの５段と、非常なワイドレシオとなっている。

### 自動注油システム
ナショナル自転車では手元のボタンでチェーンにオイルを注す『チェーンオイルボックスシステム』を搭載した。

## 影響
技術的な影響としては、毎年モデルチェンジが行われるという開発競争により、各社の技術力が向上した。
ジュニアスポーツ車から普及したインデックスシステムや油圧ディスクブレーキは、その後競技用ロードバイクやMTBなどに広く用いられるようになった。特に、シマノは変速システムの機構をロードバイク用の変速機に応用（ブレーキ機能部分にシフター機能を組み込み、ハンドルから手を離すことなくシフトを可能にするシステムを開発）することで、世界的なメーカーとして躍進した。